# アバ/ザ・ムービー
『アバ/ザ・ムービー』（ABBA: The Movie）は、1977年の映画。
スウェーデンの音楽グループABBAのオーストラリアでのコンサート・ツアーの模様を描いたドキュメンタリー映画。